# مید رانچ (آریزونا)
مید رانچ (به انگلیسی: Mead Ranch) یک منطقهٔ مسکونی در ایالات متحده آمریکا است که در آریزونا واقع شده‌است. مید رانچ ۱٫۵۵ کیلومتر مربع مساحت و ۴۳٬۴۸۲ نفر جمعیت دارد و ۱٬۸۲۸٫۸۲ متر بالاتر از سطح دریا واقع شده‌است.